# Campionati mondiali di nuoto in vasca corta 2010 - 100 metri misti femminili
Le qualifiche per le semifinali si sono svolte la mattina del 16 dicembre 2010, mentre le semifinali si sono svolte la sera dello stesso giorno. La finale si è svolta la sera del 17 dicembre 2010.

## Medagliere
| Posizione | Atleta              | Paese       |
| --------- | ------------------- | ----------- |
| Oro       | Ariana Kukors       | Stati Uniti |
| Argento   | Kotuku Ngawati      | Australia   |
| Bronzo    | Hinkelien Schreuder | Paesi Bassi |

## Record
Prima della manifestazione il record del mondo (RM) e il record dei campionati (RC) erano i seguenti:
| Record mondiale       | 57.74 | Hinkelien Schreuder Paesi Bassi | 15 novembre 2009 Berlino, Germania |
| Record dei campionati | 59.30 | Jenny Thompson Stati Uniti      | 1º aprile 1999 Hong Kong           |

Durante la competizione sono stati migliorati i seguenti record:
| 16 dicembre 2010 | 2ª batteria   | Ariana Kukors | Stati Uniti | 59.14 | Record dei campionati |
| 16 dicembre 2010 | 2ª semifinale | Ariana Kukors | Stati Uniti | 58.65 | Record dei campionati |

## Risultati batterie
| Pos. | Batteria | Corsia | Atleta                          | Nazionalità                   | Tempo       | Note                  |
| ---- | -------- | ------ | ------------------------------- | ----------------------------- | ----------- | --------------------- |
| 1    | 2        | 1      | Ariana Kukors                   | Stati Uniti                   | 59.14       | Record dei campionati |
| 2    | 8        | 4      | Evelin Verrasztó                | Ungheria                      | 1:00.01     |                       |
| 2    | 8        | 5      | Jane Trepp                      | Estonia                       | 1:00.01     |                       |
| 4    | 9        | 3      | Theresa Michalak                | Germania                      | 1:00.14     |                       |
| 5    | 8        | 2      | Hanna-Maria Seppälä             | Finlandia                     | 1:00.15     |                       |
| 6    | 8        | 3      | Sarah Sjöström                  | Svezia                        | 1:00.33     |                       |
| 7    | 9        | 4      | Hinkelien Schreuder             | Paesi Bassi                   | 1:00.40     |                       |
| 8    | 2        | 3      | Missy Franklin                  | Stati Uniti                   | 1:00.46     |                       |
| 9    | 8        | 6      | Jing Liu                        | Cina                          | 1:00.57     |                       |
| 10   | 9        | 6      | Kotuku Ngawati                  | Australia                     | 1:00.61     |                       |
| 11   | 9        | 5      | Svetlana Khokhlova              | Bielorussia                   | 1:00.73     |                       |
| 12   | 2        | 6      | Aljaksandra Herasimenja         | Bielorussia                   | 1:00.83     |                       |
| 13   | 9        | 2      | Aleksandra Urbańczyk            | Polonia                       | 1:01.08     |                       |
| 14   | 7        | 6      | Francesca Segat                 | Italia                        | 1:01.12     |                       |
| 15   | 8        | 7      | Ekaterina Andreeva              | Russia                        | 1:01.13     |                       |
| 16   | 7        | 4      | Katharina Stiberg               | Norvegia                      | 1:01.37     |                       |
| 17   | 8        | 1      | Julyana Kury                    | Brasile                       | 1:01.55     |                       |
| 18   | 7        | 7      | Daria Belyakina                 | Russia                        | 1:01.60     |                       |
| 19   | 9        | 7      | Laura Letrari                   | Italia                        | 1:01.62     |                       |
| 20   | 9        | 8      | Fabiola Molina                  | Brasile                       | 1:01.66     |                       |
| 21   | 7        | 8      | Sara Thydén                     | Svezia                        | 1:01.86     |                       |
| 22   | 6        | 4      | Hrafnhildur Lúthersdóttir       | Islanda                       | 1:01.91     |                       |
| 23   | 5        | 3      | Ragnheiður Ragnarsdóttir        | Islanda                       | 1:01.98     |                       |
| 24   | 9        | 1      | Emilia Pikkarainen              | Finlandia                     | 1:02.00     |                       |
| 25   | 1        | 3      | Jing Zhao                       | Cina                          | 1:02.05     |                       |
| 26   | 6        | 5      | Lisa Zaiser                     | Austria                       | 1:02.22     |                       |
| 27   | 2        | 2      | Leisel Jones                    | Australia                     | 1:02.33     |                       |
| 28   | 7        | 1      | Mireia Belmonte Garcia          | Spagna                        | 1:02.36     |                       |
| 30   | 8        | 8      | Katarina Listopadova            | Slovacchia                    | 1:02.74     |                       |
| 31   | 6        | 3      | Nina Sovinek                    | Slovenia                      | 1:02.87     |                       |
| 32   | 7        | 3      | Alana Kathryn Dillette          | Bahamas                       | 1:02.88     |                       |
| 33   | 5        | 6      | Sara El Bekri                   | Marocco                       | 1:02.98     |                       |
| 33   | 6        | 7      | Amanda Loots                    | Sudafrica                     | 1:02.98     |                       |
| 35   | 6        | 6      | Burcu Dolunay                   | Turchia                       | 1:03.16     |                       |
| 36   | 5        | 4      | Katheryn Anne Meaklim           | Sudafrica                     | 1:03.19     |                       |
| 37   | 6        | 1      | Sarra Lajnef                    | Tunisia                       | 1:03.20     |                       |
| 38   | 5        | 5      | Caroline Reitshammer            | Austria                       | 1:03.48     |                       |
| 39   | 6        | 8      | Yvette Man Yi Kong              | Hong Kong                     | 1:03.80     |                       |
| 40   | 7        | 2      | Wan-Jung Cheng                  | Taipei cinese                 | 1:03.83     |                       |
| 41   | 3        | 7      | Alia Shanee Atkinson            | Giamaica                      | 1:04.64     |                       |
| 42   | 3        | 8      | Gizem Bozkurt                   | Turchia                       | 1:05.10     |                       |
| 43   | 4        | 5      | Lara Butler                     | Isole Cayman                  | 1:05.44     |                       |
| 44   | 5        | 2      | Cheok Mei Ma                    | Macao                         | 1:05.80     |                       |
| 45   | 3        | 1      | Eliana Barrios                  | Venezuela                     | 1:06.60     |                       |
| 46   | 1        | 4      | Farida Osman                    | Egitto                        | 1:07.52     |                       |
| 47   | 4        | 3      | Karen Torrez                    | Bolivia                       | 1:07.57     |                       |
| 48   | 5        | 8      | Christine Magdalene Briedenhann | Namibia                       | 1:08.10     |                       |
| 49   | 5        | 1      | Micaela Cloete                  | Namibia                       | 1:08.36     |                       |
| 50   | 5        | 7      | Melinda Sue Micallef            | Malta                         | 1:08.55     |                       |
| 51   | 4        | 4      | Sara Hyajna                     | Giordania                     | 1:09.99     |                       |
| 52   | 4        | 2      | Chi Yan Tan                     | Macao                         | 1:10.46     |                       |
| 53   | 4        | 6      | Davina Mangion                  | Malta                         | 1:10.55     |                       |
| 54   | 4        | 7      | Dalia Torrez                    | Nicaragua                     | 1:10.64     |                       |
| 55   | 2        | 5      | Tieri Erasito                   | Figi                          | 1:13.49     |                       |
| 56   | 3        | 5      | Anum Bandey                     | Pakistan                      | 1:13.65     |                       |
| 57   | 2        | 4      | Zonia Caravantes                | Guatemala                     | 1:13.70     |                       |
| 58   | 4        | 8      | Cheyenne Rova                   | Figi                          | 1:13.83     |                       |
| 59   | 4        | 1      | Estellah Fils Rabetsara         | Madagascar                    | 1:13.96     |                       |
| 60   | 3        | 3      | Anham Salyani                   | Kenya                         | 1:15.07     |                       |
| 61   | 3        | 2      | Rachael Tonjor                  | Nigeria                       | 1:15.60     |                       |
| 62   | 3        | 4      | Sonia Cege                      | Kenya                         | 1:17.76     |                       |
| 63   | 3        | 6      | Ann-Marie Hepler                | Isole Marshall                | 1:20.56     |                       |
| 64   | 1        | 5      | Britany Van Lange               | Guyana                        | 1:20.98     |                       |
| 65   | 2        | 7      | Grace Kimball                   | Isole Marianne Settentrionali | 1:21.40     |                       |
|      | 7        | 5      | Ingvild Snildal                 | Norvegia                      | Non partita | Non partita           |

## Semifinali
| Pos. | Batteria | Corsia | Atleta                  | Nazionalità | Tempo   | Note                  |
| ---- | -------- | ------ | ----------------------- | ----------- | ------- | --------------------- |
| 1    | 2        | 4      | Ariana Kukors           | Stati Uniti | 58.65   | Record dei campionati |
| 2    | 1        | 2      | Kotuku Ngawati          | Australia   | 59.18   |                       |
| 3    | 2        | 2      | Jing Liu                | Cina        | 59.36   |                       |
| 4    | 2        | 6      | Hinkelien Schreuder     | Paesi Bassi | 59.63   |                       |
| 5    | 1        | 6      | Missy Franklin          | Stati Uniti | 59.67   |                       |
| 6    | 2        | 5      | Jane Trepp              | Estonia     | 59.77   |                       |
| 7    | 1        | 4      | Evelin Verrasztó        | Ungheria    | 59.86   |                       |
| 8    | 1        | 5      | Theresa Michalak        | Germania    | 59.87   |                       |
| 9    | 1        | 1      | Francesca Segat         | Italia      | 1:00.44 |                       |
| 10   | 2        | 3      | Hanna-Maria Seppälä     | Finlandia   | 1:00.49 |                       |
| 11   | 1        | 7      | Aljaksandra Herasimenja | Bielorussia | 1:00.79 |                       |
| 12   | 2        | 1      | Aleksandra Urbańczyk    | Polonia     | 1:00.85 |                       |
| 13   | 2        | 7      | Svetlana Khokhlova      | Bielorussia | 1:00.96 |                       |
| 14   | 1        | 3      | Sarah Sjöström          | Svezia      | 1:01.12 |                       |
| 15   | 2        | 8      | Ekaterina Andreeva      | Russia      | 1:01.86 |                       |
| 16   | 1        | 8      | Katharina Stiberg       | Norvegia    | 1:02.87 |                       |

## Finale
| Pos. | Corsia | Atleta              | Nazionalità | Tempo   | Note |
| ---- | ------ | ------------------- | ----------- | ------- | ---- |
|      | 4      | Ariana Kukors       | Stati Uniti | 58.95   |      |
|      | 5      | Kotuku Ngawati      | Australia   | 59.27   |      |
|      | 3      | Hinkelien Schreuder | Paesi Bassi | 59.53   |      |
| 4    | 2      | Jane Trepp          | Estonia     | 59.85   |      |
| 5    | 1      | Theresa Michalak    | Germania    | 59.97   |      |
| 6    | 7      | Evelin Verrasztó    | Ungheria    | 1:00.19 |      |
| 7    | 6      | Missy Franklin      | Stati Uniti | 1:00.75 |      |
| 8    | 8      | Francesca Segat     | Italia      | 1:01.29 |      |